# 許漢忠
許漢忠，JP，2007年2月1日至2014年7月10日香港機場管理局行政總裁，全國政協委員。2015年9月1日起出任新創建集團執行董事、副行政總裁及執行委員會成員，固定任期為3年。

## 經歷
許漢忠於香港中文大學生物系畢業後投考加入香港政府，成為二級行政主任。他於半年後離職及加入國泰航空。1994年至1997年，擔任香港華民航空總裁。1997年至2006年，擔任港龍航空行政總裁。2007年獲委任為香港機場管理局行政總裁。於2006年獲委任為太平紳士，同年獲香港中文大學頒授榮譽院士。